# 第266步兵師 (德國國防軍)
德國國防軍陸軍第266步兵師（德語：266. Infanterie-Division）是納粹德國國防軍陸軍的一個步兵師。該師於1943年5月組建。
該師組建後，一直在西線作戰。
該師最後於1944年7月在圣马洛被殲，同年9月正式解散。

## 註腳
1. ↑  Mitcham（2007年）